# Полярная авиация

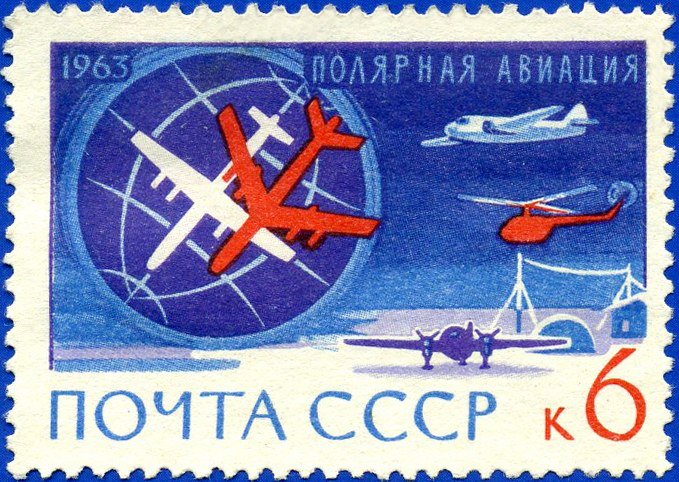
Почтовая марка СССР, посвящённая советской полярной авиации (1963)

Поля́рная авиа́ция — вид военно-транспортной и гражданской авиации, предназначенный для обеспечения грузовых, пассажирских и специальных перевозок, а также наблюдательных полётов в полярных районах Северного и Южного полушарий.
Основными факторами, определяющими особенности применения полярной авиации, являются удалённость от крупных населённых пунктов, низкие температуры, частые изменения метеорологических условий, полярные ночи, неверные показания магнитных компасов, трудности в радиосвязи и отсутствие ориентиров.

## Авиация в Арктике
Ещё в 1870-х годах Джон Паулз Чейн, участник трёх британских арктических экспедиций, предложил совершить полёт к Северному полюсу на воздушном шаре. Тем не менее арктическая экспедиция Андре 1897 года считается началом истории полярной авиации. Позже для освоения Арктики стали использоваться дирижабли, а затем и самолёты. В 1914 году российский самолёт Farman MF.11 (пилот Ян Нагорский, авиамеханик Евгений Кузнецов) вылетел за Полярный круг в районе Новой Земли в поисках экспедиции Георгия Седова на Северный полюс. К середине 1920-х годов полярная авиация стала возможной.
В СССР полярная авиация в 1930—1960-е годы находилась в ведении Управления полярной авиации Главсевморпути. Важную роль в советской полярной авиации сыграли самолёты семейства Ил-14 (особенно на Крайнем Севере и в Сибири), они поддерживали связь между Большой землёй и полярными станциями, вели разведку льдов и проводку в них морских судов. В 1962 году был испытан арктический вариант самолета Ил-14П с убирающимся лыжным шасси. Успешной эксплуатации Ил-14 в полярной авиации способствовали экономичные двигатели, обеспечивавшие длительные полеты в условиях Арктики при температурах -70 °С и сильном обледенении, возможность взлетать и садиться на ограниченные, в том числе, выбранные с воздуха, ледовые площадки, простота в обслуживании.
Основные аэропорты полярной авиации СССР входили в состав Колымо-Индигирского объединённого авиационного отряда:
- Белая Гора
- Зырянка
- Среднеколымск
- Тикси
- Черский
- Чокурдах

В 1960 году Управление полярной авиации из состава Главсевморпути передали в Главное управление Гражданского воздушного флота. В 1970 году в процессе изменения структуры Министерства гражданской авиации СССР Управление полярной авиации было ликвидировано, а выполнение его функций было возложено на Северное, Тюменское, Красноярское, Якутское и Магаданское управления гражданской авиации.

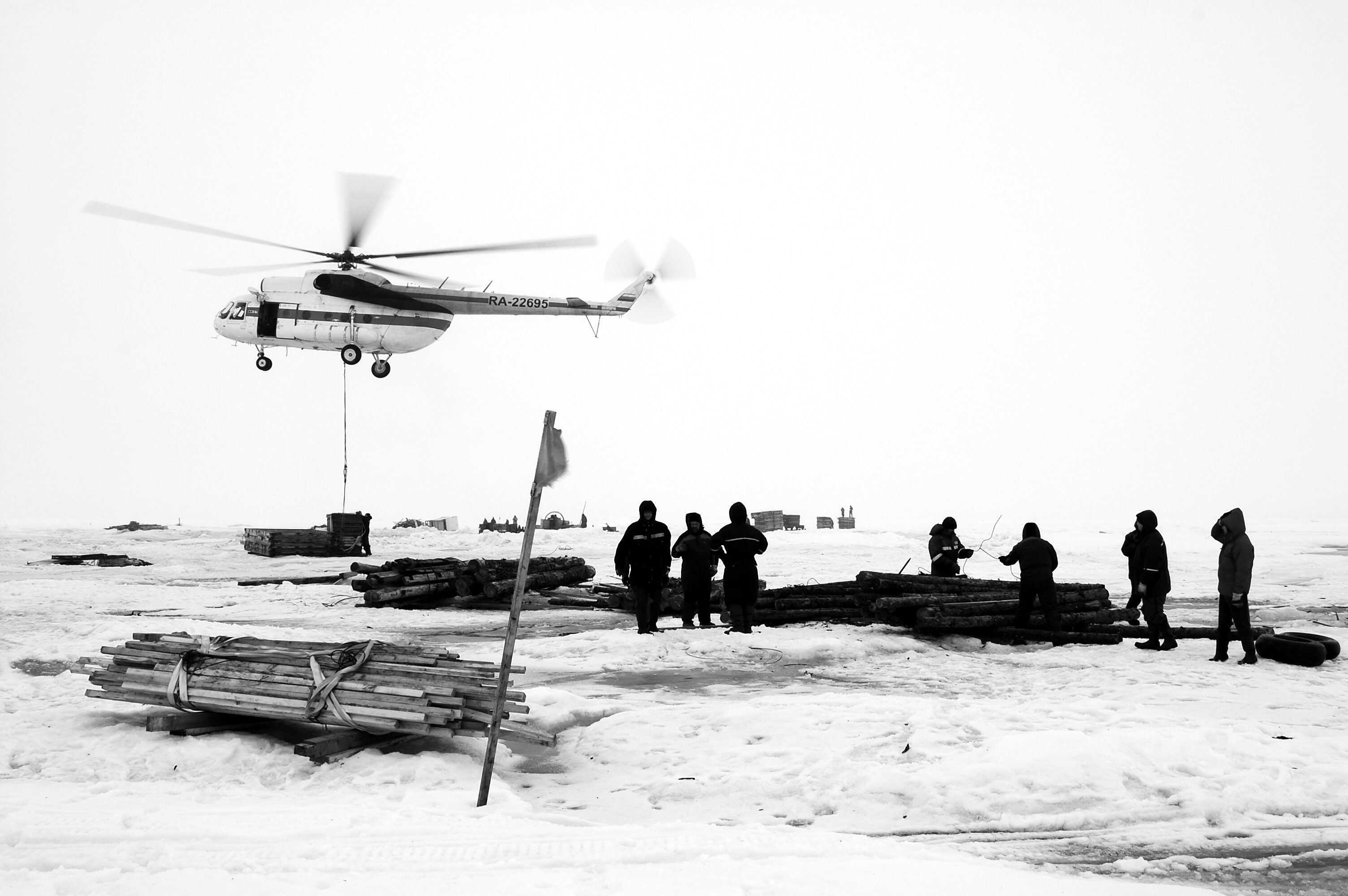
Вертолёт Ми-8 на дрейфующей станции «Северный полюс-36», 2009 год

В 1990-е годы российские авиапредприятия, ранее входившие в региональные управления полярной авиации, стали испытывать экономические трудности и, в основном, были в итоге ликвидированы. Авиационные работы по обслуживанию дрейфующих станций, высокоширотных экспедиций, воздушная ледовая разведка для проводки судов по Северному морскому пути также постепенно сворачивались. Продолжались, в основном, лишь авиационные работы в интересах нефтяных и газодобывающих компаний. Из-за глобального потепления при работах по обслуживанию дрейфующих станций тяжелые самолеты Ил-76 стали использоваться только при условии их частичной загрузки и при постоянном контроле несущей способности ледовых полей, для перевозки грузов и персонала на дрейфующие станции стали в основном использоваться более легкие самолеты Ан-74.

## Авиация в Антарктике
Fokker Super Universal Virginia, пилотируемый Ричардом Бэрдом, был первым самолётом, приземлившимся на материковой части Антарктиды во время первой антарктической экспедиции Бэрда в 1928—1930 годах. Тогда же Бэрд впервые в истории пролетел над Южным полюсом 29 ноября 1929 года.
После Второй мировой войны весомую роль в проведении геологоразведочных работ в Антарктике начала играть военная авиация. В ходе операции «Highjump», проводившейся под руководством Бэрда, самолёты ВМС США были использованы для составления подробных карт значительной части Антарктиды. В ходе экспедиции авиацией было изучено более 700 000 квадратных миль ранее неисследованных территорий.
Международный геофизический год (МГГ) в 1957—1958 годах ознаменовался значимым периодом научных исследований в Антарктике. Воздушные суда, в том числе самолёты, оснащённые лыжными шасси, использовались для аэрофотосъёмки и транспортировки учёных. В этот период в антарктической авиации стали активно участвовать Королевские военно-воздушные силы Новой Зеландии. В 1960—1970-е годы программы антарктических исследований получили широкое развитие. Различные страны создали исследовательские станции в Антарктике, что привело к увеличению потребности в помощи авиации. Так, в декабре 1961 года самолёты Ил-18 и Ан-12 осуществили перелёт Москва—Антарктида протяжённость около 26 тысяч километров с целью установления воздушной связи с советскими научно-исследовательскими станциями.

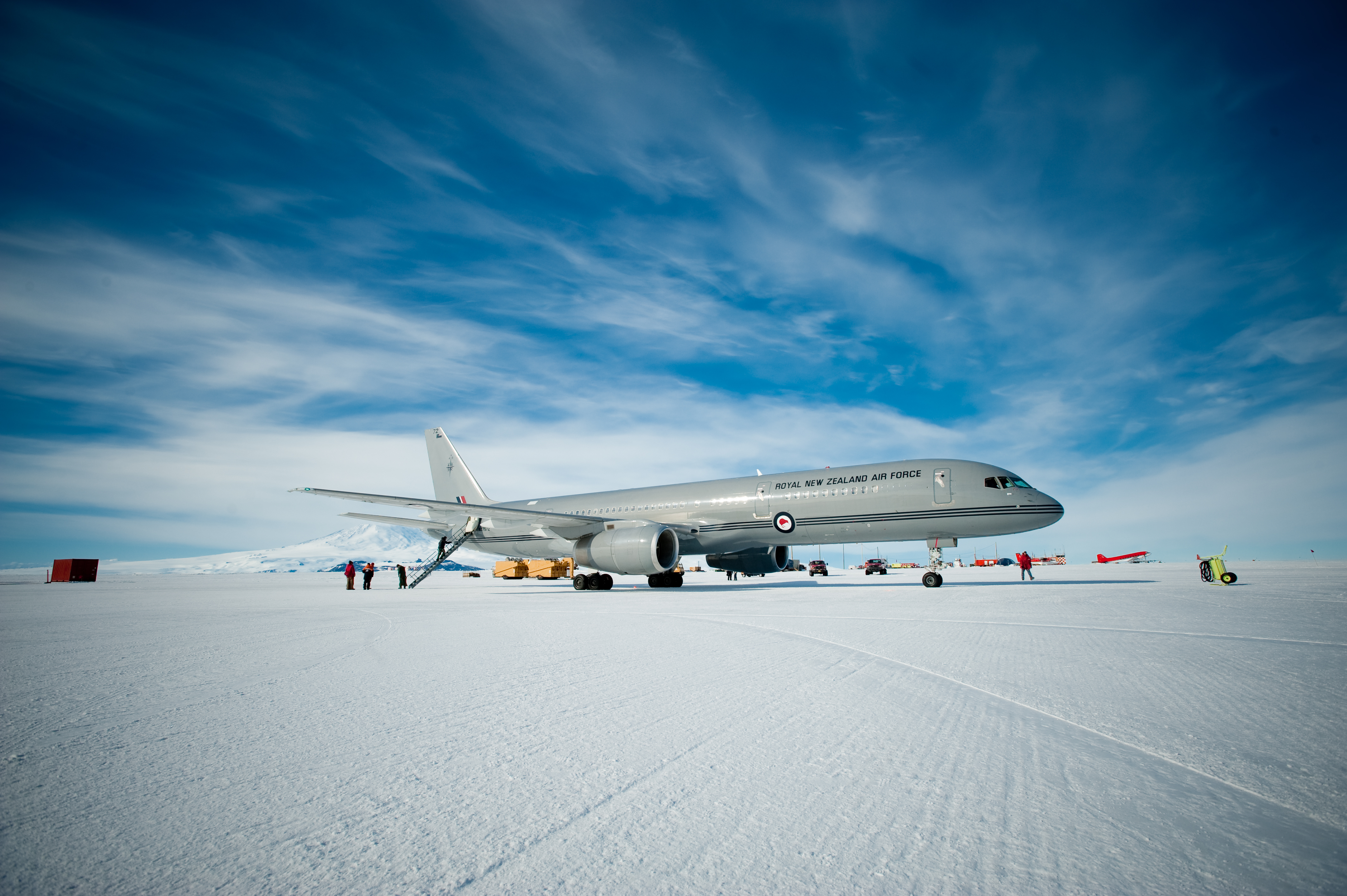
Boeing 757 ВВС Новой Зеландии на аэродроме Pegasus Field, обслуживающем станцию Мак-Мердо, 2009 год

С 1986 года советские и затем российские станции в Антарктиде, кроме морских судов, в значительной степени снабжались транспортными самолётами Ил-76.
Начиная с 1990-х годов, технологические достижения, включая использование спутниковых изображений, улучшили навигацию и безопасность полётов в Антарктике. Различные страны эксплуатируют специализированные воздушные суда для поддержки исследовательской деятельности и перевозки персонала.